# Похитайло Павло Павлович
Павло Павлович Похитайло (нар. 24 грудня 1995, смт Коломак, Харківська область, Україна) — український футболіст, лівий півзахисник «Краматорська».

## Життєпис
Народився в смт Коломак Харківської області. У 2013 році виступав за «Геліос» у ДЮФЛУ, також у 2013 році виступав у юнацькому чемпіонаті Харківської області за «Геліос-Академію». Наступного року у футболці вище вказаного колективу дебютував у дорослому футболі, виступав у чемпіонаті Харківської області. У 2015 році захищав кольори харківського «Електроважмаша» в обласному чемпіонаті. Влітку 2016 року виїхав до Польщі, де підсилив нижчоліговий клуб «Ожел» (Зомбковиці-Шльонські). Проте закріпитися в команді не вдалося й на початку січня 2017 року повернувся до України, а влітку того ж року грав за «Універ-Динамо» в чемпіонаті Харківської області.
На початку серпня 2017 року перебрався до «Каховки», у складі якої виступав в аматорському чемпіонаті України та чемпіонаті Херсонської області. У сезоні 2018/19 років виступав в аматорському чемпіонаті України за «Яруд» (Маріуполь) та «Таврію» (Новотроїцьке). З травня по липень 2019 року грав за «Тростянець» в чемпіонаті Сумської області.
Наприкінці липня 2019 року вільним агентом перебрався до «Нікополя». На професіональному рівні дебютував за «городян»   27 липня 2019 року в програному (1:3) виїзному поєдинку в програному (1:3) виїзному поєдинку 1-го туру групи Б Другої ліги України проти новокаховської «Енергії». Павло вийшов на поле в стартовому складі та відіграв увесь матч. У першій половині сезону 2019/20 років зіграв 16 матчів у Другій лізі України та 1 поєдинок у національному кубку. У липні 2020 року перейшов до нижчолігового польського клубу «Ниса» (Клодзько), кольори якого захищав до кінця лютого 2021 року.
Наприкінці лютого 2021 року став гравцем «Краматорська». У футболці «городян» дебютував 26 березня 2021 року в програному (1:2) виїзному поєдинку 18-го туру Першої ліги України проти «ВПК-Агро». Похитайло вийшов на поле на 78-й хвилині, замінивши Євгена Трояновського. Першим голом у професіональному футболі відзначився 30 травня 2021 року на 62-й хвилині програного (1:3) виїзного поєдинку 15-го туру Першої ліги України проти франківського «Прикарпаття». Павло вийшов на поле в стартовому складі, а на 80-й хвилині його замінив Олександр Сухаров.